# Fozinopril
A fozinopril egy angiotenzin konvertáló enzim (ACE)-gátló hatóanyag, melyet magas vérnyomás és krónikus szívelégtelenség bizonyos típusainak kezelésében használnak. A fozinopril az egyetlen forgalomba került foszfinát-tartalmú ACE-gátló gyógyszer-hatóanyag. A Bristol-Myers Squibb cég forgalmazza Monopril® néven.

## Mellékhatások
A készítmény szedésekor hányinger, hányás, hasmenés, szédülés, kipirulás, szívdobogásérzés, gyengeség, mellkasi fájdalom, köhögés, viszketés előfordulhat.
Terhesség vagy szoptatás során a készítmény nem szedhető.

## Készítmények
- Monopril 10 mg, 20 mg (Bristol-Myers Squibb)

## Gyógyszerkombinációk
- Duopril (fozinopril HCT) 20 mg (Bristol-Myers Squibb)